# UCI Oceania Tour de 2012-2013
O UCI Oceania Tour de 2012-2013, foi a nona edição do calendário ciclístico internacional da Oceania. Levou-se a cabo de janeiro de 2013 a março do mesmo ano onde se disputaram só 4 carreiras. Uma por etapas, a New Zealand Cycle Classic e o Campeonato Oceânico em modalidades contrarrelógio (incluindo uma para corredores sub-23) e em estrada. As competições outorgaram pontos aos primeiros classificados nas etapas e à classificação final. Em princípio, o Jayco Herald Sun Tour integrava o calendário sendo posteriormente eliminado do mesmo. Ademais, apesar de não estar no calendário, também pontuaram os campeonatos nacionais com um barómetro dependendo o nível ciclista de cada país.
O campeão a nível individual foi o australiano Damien Howson, quem conseguiu os seus pontos sendo 2.º no Campeonato Oceânico em Estrada e 1.º no Campeonato Oceânico Contrarrelógio sub-23. A Huon Salmon-Genesys Wealth Advisers foi o ganhador por equipas e a Austrália dominou as classificações por países e países sub-23.

## Equipas
As equipas que podem participar nas diferentes carreiras dependem da categoria das mesmas.
| Categoria        | Categoria                      | Equipas                                                                         |
| ---------------- | ------------------------------ | ------------------------------------------------------------------------------- |
| align=center\|.2 | 1.2 (Carreiras de um dia)      | Profissionais Continentais Continentais Selecções nacionais e regionais Amadors |
| align=center\|.2 | 2.2 (Carreiras de vários dias) | Profissionais Continentais Continentais Selecções nacionais e regionais Amadors |

## Calendário
Carreiras do UCI Oceania Tour
Contará com as seguintes provas, tanto por etapas como de um dia.

### Janeiro de 2013
| Data     | Carreira                  | Cat. | Ganhador     | Equipa do ganhador                  |
| -------- | ------------------------- | ---- | ------------ | ----------------------------------- |
| 23 ao 27 | New Zealand Cycle Classic | 2.2  | Nathan Earle | Huon Salmon-Genesys Wealth Advisers |

### Março de 2013
| Data | Carreira                                  | Cat. | Ganhador      | Equipa do ganhador |
| ---- | ----------------------------------------- | ---- | ------------- | ------------------ |
| 14   | Campeonato Oceânico Contrarrelógio sub-23 | CC   | Damien Howson |                    |
| 14   | Campeonato Oceânico Contrarrelógio        | CC   | Paul Odlin    | Subway             |
| 17   | Campeonato Oceânico em Estrada            | CC   | Cameron Meyer | Orica-GreenEDGE    |

## Classificações
Devido às poucas provas resultou decisivo na classificação o Campeonato Continental em Estrada no que ficou segundo Damien Howson (70 pontos) -o primeiro, Cameron Meyer, pertencia a uma equipa UCI ProTeam pelo que não pontuava para esta competição-. As classificações finalizaram da seguinte forma:
- Nota:A classificação individual e por equipas são as finais. As classificações por países e países sub-23 ainda podem estar sujeita a mudanças, já que ciclistas que pertençam a países deste circuito, podem obter pontos em outros circuitos continentais.

### Individual
1. 1 2 3 4 5 6 7  Corredores menores de 23 anos.

### Países sub-23
| Posição | País          | Pontos |
| ------- | ------------- | ------ |
| 1       | Austrália     | 645    |
| 2       | Nova Zelândia | 119    |